# Джон Амброуз Флеминг
Сър Джон Амбро̀уз Флѐминг FRS (на английски: Sir John Ambrose Fleming; 29 ноември 1849 г., Ланкастър – 18 април 1945 г. (на 95 г.), Сидмът) – английски учен в областта на радиотехниката и електротехниката, член на Британското кралско научно дружество (1892).
Известен е като изобретател на лампата с термокатод – първата електронна лампа, наричана кенотрон или лампов диод, през 1904 г. Той също е предложил мнемоничното правило на дясната ръка, използвано в математиката и електрониката. Той е най-големият от седемте синове на свещеника-конгрегационалист Джеймс Флеминг (починал през 1879 г.) и неговата жена Мари Ан, и е кръстен на 11 февруари 1850 г. Бил е набожен християнин, и веднъж е проповядвал в храма Свети Мартин в Лондон на тема за доказателство на възкресението. През 1932 г. заедно с Дъглас Дюар и Бернар Акворт помага да се организира Движение на еволюционния протест (на британските креационалисти). Няма деца, завещава по-голямата част от недвижимото си имущество на християнски благотворителни организации, особено на тези, които помагат на бедните. Бил е добър фотограф, рисувал акварели, участвал е в изкачвания на Алпите.

## Ранни години
Амброуз Флеминг е роден в Ланкастър, получава образованието си в Ланкастърското кралско средно училище и в Университетски колеж Лондон. Печели стипендия на колежа „Свети Йоан“ в Кеймбридж през 1877 г. и посещава лекции в няколко университета, включително Кеймбриджки университет, Нотингемски университет и Университетски колеж Лондон, където става по-късно пръв професор по електротехника. Флеминг също е консултант на компаниите Marconi Wireless Telegraph Company, Swan, Ferranti, Edison Telephone, и по-късно на General Electric. През 1892 г. Флеминг представя свой важен труд по теория на електрическите трансформатори пред Института на инженерите по електротехника в Лондон.

## Образование и семеен живот
Флеминг започва да посещава частно училище около десетгодишна възраст. Геометрията е любимият му предмет. Преди това майка му е учила с него и той знаел почти наизуст книга, наречена „Детски наръчник към знанието“, популярна книга за ежедневно четене. Дори като възрастен той я цитира. Обучението му продължава в университетския колеж, където той е отличен по математика, но по латински редовно е сред последните в класа.
Още дете, той постепенно се изгражда като инженер. На 11-годишна възраст има собствена работилница, където прави модели на лодки и двигатели. Той дори успява да си направи собствен фотоапарат, пренасяйки интереса си към фотографията през целия си живот. Възможността да стане инженер е извън финансовите възможности на семейството, но той постига целта си, като редува обучение с платена работа.
През 1870 г. Флеминг получава бакалавърска степен от Университетския колеж и става студент по химия в Кралския научен колеж в Лондон (сега Имперски колеж). Там за първи път изучава устройството на батерията на Алесандро Волта, което става обект на първата му научна работа. Това е първата работа, докладвана в новото Физическо общество на Лондон (днес Физически институт), а след това се появява на страница първа, том първи от неговите трудове. Финансовите проблеми отново го принуждават да работи и през лятото на 1875 г. той става научен сътрудник в държавно училище, като печели 400 паунда годишно. Неговите собствени научни изследвания продължават и започва кореспонденция с Джеймс Максуел от университета в Кеймбридж. След като спестява средства и получава стипендия, Флеминг отново става студент през октомври 1877 г. на 27-годишна възраст, този път в Кеймбридж. Той признава, че лекциите на Максуел са му били трудни за разбиране. Максуел, по думите му, често „предпочита парадоксален и алегоричен начин за изразяване на мисли“. С течение на времето Флеминг започва да посещава само тези лекции. След дипломирането си той отново получава диплома по физика и химия, този път почетна първа степен. Скоро получава и докторска степен, след което служи една година в университета в Кеймбридж като демонстратор по приложна механика, преди да бъде назначен за първия професор по физика и математика в университета в Нотингам, откъдето напуска по-малко от година по-късно.
На 11 юни 1887 г. той се жени за Клара Рипли (1856 – 1917), дъщеря на Уолтър Прат, адвокат от Бат. След смъртта ѝ, през 1928 г. той се жени за младата популярна певица Оливие Франкс (р. 1898), дъщеря на Джордж Франкс, бизнесмен от Кардиф.

## Научна дейност и постижения
Преди ноември 1904 г. той изобретява токоизправител с двуелектродна електронна лампа, който нарича осцилаторен вентил. По-късно той подава патент за своето изобретение. Изобретението носи и следните наименования: термоелектронна лампа, лампов диод, кенотрон, термоелектронна лампа, вентил на Флеминг. Върховният съд на Съединените щати по-късно анулира патента поради неприемливи ограничения и поради това, че предложената технология вече е била известна по време на подаване на заявлението. Въпреки това, диодите на Флеминг се използват в радиостанции и радари в продължение на много години и едва след повече от 50 години те са заменени от твърдотелни устройства.
През 1906 г. американецът Лий де Форест добавя управляваща „решетка“ към ламповия диод и създава радиочестотен детектор, наречен аудион, но Флеминг го обвинява, че копира неговите идеи. Устройството на де Форест скоро е модифицирано от него и от Едуин Армстронг и използвано в първия електронен усилвател, а самата лампа е наречена триод. Триодът е много важен при създаването на телефонни и радио комуникации на дълги разстояния, радари и първите електронни цифрови компютри. Флеминг също има принос в областта на фотометрията, електрониката, безжичните комуникации (радио) и електрическите измервания. Той получава титлата сър през 1929 г. Умира в дома си в Сидмът през 1945 г. Неговият принос за развитието на електронните комуникации и радара е жизненоважен за победата във Втората световна война. Флеминг е награден с Почетен медал на IEEE през 1933 г. за „видимата роля, която е изиграл във въвеждането на физическите и инженерни принципи в радиотехнологиите.“